# Kerkgebouw Gereformeerde Gemeenten in Nederland (Opheusden)
Het (naamloze) kerkgebouw van de Gereformeerde Gemeenten in Nederland aan de Kerklaan in Opheusden is gebouwd in 2000 en uitgebreid in 2008/2009 naar ontwerp van architectenbureau Van Beijnum uit Amerongen. De bakstenen zaalkerk heeft 2850 zitplaatsen en is daarmee de op één na grootste kerk van Nederland, gemeten naar het aantal zitplaatsen.

## Geschiedenis
De gemeente werd op 21 december 1888 als Nederduitsche gereformeerde gemeente door ds. E. Eisma van Bennekom geïnstitueerd. De eerste voorganger was oefenaar Cornelis Pieneman. In januari 1894 sloot de gemeente zich aan bij de Gereformeerde Gemeenten onder het Kruis.
In 1873 raakte een grote groep lidmaten van de Nederlandse Hervormde Kerk te Opheusden buiten de kerk. Deze groep had in de zomer van 1871 de landbouwer-oefenaar Elias Fransen uit Twello enkele malen laten voorgaan. Een klacht naar aanleiding daarvan bij het classicaal bestuur van Tiel resulteerde in de ontzetting uit het lidmaatschap van de Nederlandse Hervormde Kerk.
Men zocht vervolgens onder invloed van ds. A. van Veelo uit Rotterdam toenadering tot de uit de Doleantie voortgekomen kerken. Tevens werd begonnen met de bouw van een eigen kerkgebouw. Evert Heitink stond voor dit doel een gedeelte van zijn tabaksland aan de Rijnbandijk af. Tevens kocht men de bijliggende hofstede met het doel deze te gebruiken als kosterswoning. Daarmee was een bedrag gemoeid van ƒ 1600,-. Op vrijdag 21 december 1888 werd het kerkgebouw door ds. E. Eisma in gebruik genomen, die in dezelfde dienst ook de gekozen ouderlingen en diakenen in het ambt bevestigde.
Intussen had de nieuwe gemeente het oog op een voorganger laten vallen. Met algemene stemmen werd op woensdag 2 januari 1889 tot lerend ouderling benoemd Kornelis Pieneman (1863-1912), die reeds vanaf augustus 1887 zo nu en dan voor de groep was voorgegaan. Op 22 mei 1889 bevestigde ds. A. van Veloo hem als ouderling in Opheusden, Veertien dagen later, op 6 maart, liet de classis Arnhem hem toe als oefenaar binnen de Dolerende kerken.
De predikant die de Gereformeerde Gemeente (in Nederland) van Opheusden het langst gediend heeft, is Teunis Dorresteijn (1894-1965). Op 29 augustus 1940 werd hij door zijn leermeester ds. G.H. Kersten tot predikant in Opheusden bevestigd. Niettegenstaande talloze beroepen is hij daar tot zijn overlijden op 29 december 1965 gebleven. Na de scheuring van 1953 in de Gereformeerde Gemeente besloot hij in 1956 zich met het grootste deel van de gemeente te voegen bij de Gereformeerde Gemeenten in Nederland.
Het kerkgebouw van de Gereformeerde Gemeente van Opheusden had evenals die van de hervormde gemeenten van Kesteren en Opheusden veel van het oorlogsgeweld te lijden gehad. Het gebouw was echter niet onherstelbaar vernield. Aan de voorzijde had het gebouw enige voltreffers gehad. Bovendien had er ongeveer een meter water in gestaan. Met behulp van gemeenteleden werd de kerk weer zover in orde gebracht, dat ds. Dorresteijn er op zondag 26 augustus 1945 weer in kon voorgaan. Eigenlijk was het kerkgebouw voor de gemeente te klein. Om plaatsruimte te winnen was de lessenaar voor de preekstoel verwijderd, waardoor er twee losse banken bijgeplaatst konden worden. Bovendien werd, nadat de kerkenraad de kerk was binnengegaan, de tafel in de consistorie in elkaar geklapt, zodat daar ook nog zo'n veertig mensen konden zitten. In 1947 nam de kerkenraad van de Gereformeerde Gemeente van Opheusden het besluit een nieuwe kerk te bouwen. Het duurde echter nog tot 1950 voor de benodigde vergunningen binnen waren. In september 1951 legde ds. Dorresteijn de eerste steen voor de nieuwe kerk. Het gebouw werd op vrijdag 9 maart 1951 in gebruik genomen. Het gebouw bood plaats aan ongeveer 850 toehoorders. Nadien is het gebouw nog enkele malen vergroot.
In 1953 vond er een scheuring plaats in de Gereformeerde Gemeenten. Uiteindelijk trad de gemeente in 1956 in het geheel uit het kerkverband, en sloot zich aan bij de Gereformeerde Gemeenten in Nederland. Op 31 januari werd hierover een ledenvergadering belegd, hierbij waren 180 manslidmaten aanwezig. Slechts 2 van hen wilden bij de Gereformeerde Gemeenten blijven. Half 1956 bedankt echter een diaken als lid en daarna hebben ongeveer 20 gezinnen zich onttrokken aan de gemeente. Zij gingen afzonderlijk kerkdiensten houden. Deze voortzetting van de  Gereformeerde Gemeente is in 1957 geïnstitueerd door ds. A. Elshout uit Utrecht en heeft heden ten dage ongeveer 2100 leden.
Na het emeritaat van ds. T. Dorrestein is op 3 juni 1966 werd ds. M. van Beek te Alblasserdam beroepen. Hij nam dit beroep aan en werd op 29 september bevestigd door ds. F. Mallan. Ds. Van Beek is tot zijn overlijden in 1983 in Opheusden gebleven. Bij zijn komst in 1966 had de gemeente 1283 (doop)leden, in 1983 waren dat er 1775. In 1968 werd de galerij in de kerk uitgebreid met 120 plaatsen. In 1971 werd een nieuwe pastorie gebouwd. Deze is na het vertrek van ds. J. Roos in 2004 verbouwd tot bejaardenhuis. Een nieuwe pastorie is aangekocht in de Rosea Albastraat. In 1978 is het kerkgebouw verbouwd en uitgebreid en in 1989 nogmaals.
In 1994 nam ds. J. Roos te Chilliwack, het beroep van Opheusden aan. In 2000 is de oude kerk uit 1951 geheel gesloopt en nieuw gebouwd. De gemeente heeft toen een jaar gekerkt in het kerkgebouw van de Gereformeerde Gemeenten. Het aantal zitplaatsen is daarbij uitgebreid van 1760 naar 2624. In 2008 is bij een nieuwe verbouwing het aantal plaatsen uitgebreid naar 2850.
Wegens theologische verschillen werden er in 2021 een tijd lang aparte kerkdiensten gehouden voor twee groeperingen. De huidige predikant is ds. G.M. van Putten.

## Het orgel
BAG Orgelmakers te Enschede heeft het orgel gebouwd. Op 12 juli 2002 is het 34-stemmige orgel in gebruik genomen. Hieronder volgen enige technische gegevens:
- Hoofdwerk: 14 stemmen
- Rugwerk: 12 stemmen
- Pedaal: 8 stemmen
- Totaal aantal stemmen: 34
- Manuaalomvang: C-f'''
- Pedaalomvang:	C-f'

- Toetstractuur: Mechanisch
- Registertractuur: Mechanisch
- Windlade(n): Sleeplade
- Toonhoogte: 440 Hz
- Temperatuur: Evenredig zwevend
- Winddruk: 80 mm